# الاتحاد والنظام والعمل
الاتحاد والنظام والعمل هو الشعار الذي رفعته هيئة التحرير التي شكلتها حركة الضباط الأحرار (وهو الاسم الأصلي الذي أطلق على ثورة يوليو 1952) على لسان اللواء محمد نجيب كشعار للمرحلة الأولى من ثورة 1952.

## انتشاره
كان الشعار الرسمي للمرحلة الأولى من ثورة يوليو 1952 وكان يكتب على السبورات في المدارس واللافتات في الشوارع وغنت له ليلي مراد وكان يظهر في أفلام تلك المرحلة مثل فيلم أربع بنات وضابط (فيلم).

## أغنية الاتحاد والنظام والعمل لليلى مراد

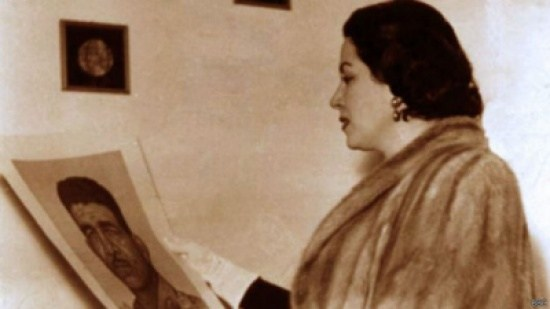
ليلى مراد تشاهد صورة محمد نجيب صاحب شعار بالاتحاد والنظام والعمل

أغنية بالاتحاد والنظام والعمل التي غنتها ليلى مراد في ميدان التحرير عام 1953  انتشرت في فترة أوائل الخمسينيات كانت تذاع بالراديو كثيراً في ذلك الوقت.

### نص الأغنية[10][11]
- عـلى الإله القوى الاعتماد *** بالنظام والعمل والاتحاد
- إنهضي يا مصر يا خير البلاد *** وإنعمي بالمجد إمضي للرشاد

بالإتحاد والنظام والعمل
- جيشنا وشعبنا كلنا شعارنا
- إن دعا النداء
- نبذل الدماء
- للوطن فداه

على الاله القوى الاعتماد ***بالاتحاد والنظام والعمل
- للأمام للأمام
- في الحروب والسلام
- نتقى الاله
- نبتغى رضاه
- جلا في علاه

على الاله القوى الاعتماد ***بالاتحاد والنظام والعمل
- في الشمال والجنوب
- قطفت كل القلوب
- ضمنا الوداد
- نيلنا عباد
- رمز الاتحاد

على الاله القوى الاعتماد ***بالاتحاد والنظام والعمل
- يالله ياقدير
- أنت نعم النصير
- هب لنا الفلاح
- وحقق النجاح
- بالصبر في الكفاح

على الاله القوى الاعتماد ***بالاتحاد والنظام والعمل
إنهضي يا مصر يا خير البلاد*** وإنعمي بالمجد إمضي للرشاد
بالإتحاد والنظام والعمل